# Thuvakudi
Thuvakudi es una ciudad y municipio situada en el distrito de Tiruchirappalli en el estado de Tamil Nadu (India). Su población es de 3887 habitantes (2011). Se encuentra a 25 km de Tiruchirappalli y 30 km de Thanjavur.

## Demografía
Según el censo de 2011 la población de Thuvakudi era de 38887 habitantes, de los cuales 21112 eran hombres y 17775 eran mujeres. Thuvakudi tiene una tasa media de alfabetización del 89,02%, superior a la media estatal del 80,09%: la alfabetización masculina es del 93,94%, y la alfabetización femenina del 83,12%.